# NWA Canadian Tag Team Championship (Quebec version)
Il NWA Canadian Tag Team Championship (Quebec version), è stato un titolo della divisione tag promosso dalla Grand Circuit Wrestling e dalla National Wrestling Alliance (NWA) difeso principalmente in Québec.
Il titolo fu attivo dal 1975 al 1977, quando fu disattivato e sostituito dall'International Tag Team Championship.

## Storia
Il titolo fu introdotto quando Richard Charland e Fred Fazio vinsero il Grand Circuit Wrestling World Tag Team Title, ritirandolo e venendo riconosciuti come campioni di un generico Canadian Tag Team Championship. Nei mesi successivi iniziò ad essere difeso anche in alcuni show della National Wrestling Alliance e in diverse occasioni fu promosso in maniera non ufficiale come un titolo NWA, nonostante non ne riportasse mai la dicitura all'interno del suo nome. 
Il titolo fu disattivato nel 1977, quando gli allora campioni Tarzan Tyler e Tony Parisi lo persero contro Gino Brito e Dominic DeNucci, che iniziarono ad essere promossi come detentori dell'International Tag Team Championship.

## Albo d'oro
| Legenda  |                                                                               |
| -------- | ----------------------------------------------------------------------------- |
| #        | Indica il numero del regno titolato                                           |
| Regno    | Viene indicato il numero del regno del campione                               |
| Data     | La data in cui il titolo è stato vinto                                        |
| Località | Indica il luogo in cui il titolo è stato vinto                                |
| Note     | Indica notizie particolari riguardanti i cambi di titolo o altre informazioni |

| #                          | Campione                                      | Regno | Data              | Giorni | Località            | Evento     | Note | Fonti |
| -------------------------- | --------------------------------------------- | ----- | ----------------- | ------ | ------------------- | ---------- | --- | ----- |
| 1                          | Richard Charland e Fred Fazio                 | 1     | 11 marzo 1975     |        | Verdun, Québèc      | House show | Vincendo e ritirando il Grand Circuit Wrestling World Tag Team Title per essere riconosciuti come campioni nazionali.    |       |
| 2                          | Edouard Ethifier e Gerry Ethifier             | 1     | 21 aprile 1975    |        | Ottawa, Ontario     | House show | |       |
| 3                          | Pretty Boy Anthony e Sailor White             | 1     | 26 agosto 1975    |        | Verdun, Québèc      | House show | |       |
| 4                          | Edouard Ethifier e Gerry Ethifier             | 2     | 22 settembre 1975 |        | Québec City, Québec | House show | |       |
| —                          | Vacante                                       | —     | 23 settembre 1975 | —      | —                   | —          | Il titolo fu reso vacante in seguito ad un incontro titolato terminato in parità contro Serge Dumond e Richard Charland. |       |
| 5                          | Pretty Boy Anthony (2) e Richard Charland (2) | 1     | 7 ottobre 1975    | --     | Verdun, Québèc      | House show | In uno spareggio per riassegnare il titolo vacante contro gli Ethifier                                                   |       |
| Storia del titolo non nota |                                               |       |                   |        |                     |            | |       |
| 6                          | The Scorpions                                 | 1     | 16 novembre 1976  | --     | Verdun, Québèc      | House show | In un torneo per riassegnare i titoli vacanti. Non è noto chi fossero i wrestler a comporre il team.                     |       |
| Storia del titolo non nota |                                               |       |                   |        |                     |            | |       |
| 7                          | El Santos                                     | 1     | gennaio 1977      | --     | --                  | House show | Non è noto chi fossero i wrestler a comporre il team.                                                                    |       |
| 8                          | Luis Martinez e Johnny War Eagle              | 1     | 8 febbraio 1977   |        | Verdun, Québèc      | House show | |       |
| 9                          | Tony Parisi e Tarzan Tyler                    | 1     | 12 aprile 1977    |        | Verdun, Québèc      | House show | |       |
| 10                         | Gino Brito e Dominic DeNucci                  | 1     | 10 maggio 1977    |        | Verdun, Québèc      | House show | Alla loro vittoria Brito e DeNucci furono riconosciuti come detentori dell'International Tag Team Championship           |       |
| —                          | Disattivato                                   | —     | 10 maggio 1977    | —      | —                   | —          | Il titolo smise di essere promosso in favore dell'International Tag Team Championship.                                   |       |